# Поздеева, Анастасия Дмитриевна
Анастасия Дмитриевна Поздеева (род. 12 июня 1993 год, Самара) — российская футболистка, полузащитник клуба «Зенит» и сборной России. Мастер спорта России международного класса (2016).

## Карьера
Окончила среднюю школу № 34 города Самара. Занимается футболом с девяти лет. В 15 лет впервые сыграла за основную команду «ЦСК ВВС» играющую в первой лиге. В 2012 переехала в Пермь, выступать за местную команду «Звезда-2005». Игрок национальной сборной России, участница финальной части Чемпионата Европы 2013 года, обладательница Кубка России. Мастер спорта.
Приказом министра спорта Виталия Мутко от 4 февраля 2016 присвоено звание мсмк за успешное выступление студенческой сборной России на Универсиаде в Южной Корее.
В 2019 году перешла в ЦСКА. В первом сезоне сыграла во всех 21 матчах, забив 5 голов, и стала со своим клубом чемпионкой России. На следующий год снова стала чемпионкой, а в 2021 году — серебряным призёром чемпионата. В начале 2022 года перешла в «Зенит», где стала Чемпионом России в 2022, 2023 и 2024 годах.

## Достижения
- Чемпион России (8):
  - в составе клуба «Звезда-2005»: 2014, 2015, 2017
  - в составе клуба ЦСКА: 2019, 2020
  - в составе клуба «Зенит»: 2022, 2023, 2024
- Серебряный призёр чемпионата России (2, составе клуба «Звезда-2005»): 2013, 2016
- Бронзовый призёр чемпионата России (1, составе клуба «Звезда-2005»): 2018
- Обладатель Кубка России (4, составе клуба «Звезда-2005»): 2013, 2015, 2016, 2018
- Обладатель Суперкубка России (1, составе клуба «Зенит»): 2023

## Голы за сборную России
| Дата       | Сборная        | Соперник   | Результат | Голы Анастасии Поздеевой |
| ---------- | -------------- | ---------- | --------- | ------------------------ |
| 20.08.2008 | Россия (до 17) | Шотландия  | 3-1       | 45′                      |
| 14.04.2009 | Россия (до 17) | Венгрия    | 3-2       | 30′                      |
| 24.10.2009 | Россия (до 17) | Армения    | 19-0      | 35′, 81′                 |
| 14.03.2010 | Россия (до 19) | Эстония    | 4-0       | 28′                      |
| 16.09.2010 | Россия (до 19) | Ирландия   | 3-0       | 4′                       |
| 06.03.2011 | Россия (до 19) | Эстония    | 3-0       | 23′                      |
| 01.07.2013 | Россия         | Уэльс U-21 | 6-0       | 90+3′                    |